# Le Pont de la rivière Kwaï (film)
Pour les articles homonymes, voir Le Pont de la rivière Kwaï.
Pour plus de détails, voir Fiche technique et Distribution.
Le Pont de la rivière Kwaï (The Bridge on the River Kwai) est un film de guerre britannico-américain de David Lean, sorti en 1957. C'est l'adaptation du roman du même nom (1952) de l'écrivain Pierre Boulle.
Plus gros succès commercial de l'année 1957, le film reçoit une critique globalement élogieuse de la part de la presse. Il reçoit par ailleurs de nombreuses distinctions, dont huit nominations aux Oscars en 1958, obtenant finalement sept récompenses dont l'Oscar du meilleur film, celui du meilleur réalisateur et celui du meilleur acteur pour Alec Guinness.

## Synopsis
Durant la Seconde Guerre mondiale, au cours de l'expansion de l'Empire japonais en Extrême-Orient, le colonel Saïto est le commandant d'un camp japonais de prisonniers de guerre en Thailande, perdu au beau milieu de la jungle.
Saïto reçoit un nouveau groupe de prisonniers, un bataillon britannique commandé par le colonel Nicholson. Il doit aussi faire construire un pont (faisant partie de la « voie ferrée de la mort » reliant Bangkok et Rangoun) en passant au-dessus de la rivière Kwaï avec une échéance impérative : le pont doit être terminé avant le passage d'un train d'importance stratégique.
Pour arriver à ses fins, le colonel Saïto décide de mettre à l'ouvrage ses prisonniers ; il exige du colonel Nicholson que même les officiers britanniques se mettent au travail. Mais Nicholson refuse ce dernier point, non conforme à la convention de Genève de 1929 sur les prisonniers de guerre. En répression, Saïto le brime sévèrement, mettant à l'épreuve sa résistance physique en l’enfermant dans une cellule minuscule, plombée de chaleur, espérant ainsi le forcer à céder. Mais le Britannique résiste, par principe, restant stoïque malgré les sévices subis. Tenant tête à ses geôliers, Nicholson inspire alors une grande admiration à ses hommes.
Mais Nicholson voit aussi l'effet de la détention sur les militaires dont il est responsable : forcés de participer à la construction du pont, les prisonniers exécutent mal ce travail de manière volontaire, et se livrent à du sabotage. Nicholson parvient à trouver un accord avec Saïto : le pont, mal conçu, sera reconstruit sous son commandement et suivant ses plans. Nicholson met au travail ses officiers et, constatant que le temps manque, convainc même les malades et les blessés de participer, allant ainsi au-delà de la demande initiale de Saïto. L'ouvrage à réaliser, et le but commun à atteindre par les Britanniques ont un effet très positif sur le moral des prisonniers : Nicholson a trouvé le moyen de remettre de l'ordre chez ses subordonnés et de leur donner un sentiment positif de fierté pour le travail accompli, alors qu'ils sont vaincus et prisonniers.
En parallèle, un détenu américain, le commandant Shears, est parvenu à s'enfuir du camp. Il fait part aux Alliés de la construction du pont. Inquiets, ceux-ci décident de renvoyer l'ancien prisonnier avec un commando pour plastiquer le pont, conscients qu'il faut à tout prix empêcher sa réalisation. Dans un premier temps, Shears refuse de retourner dans l'enfer duquel il s'est échappé ; mais il est rattrapé par son passé : ayant usurpé son identité et son grade lors du naufrage de son bâtiment, il est démasqué et contraint d'accepter la mission, qui sera menée sous les ordres du major Warden.
Lors de la nuit précédant le passage du train, le commando arrive sur place et installe discrètement les explosifs sur le pont. L'ouvrage a été achevé la veille par les Britanniques, qui célèbrent l’événement dans le camp de prisonniers. Le commando attend ensuite l'aube, dans le but de faire sauter le pont lorsque le train y passera.
En attendant le passage du convoi, les deux colonels du camp vivent des moments opposés : le colonel Saïto se prépare à se donner le seppuku, préférant se suicider plutôt que de devoir le pont aux prisonniers britanniques ; dans le même temps, le colonel Nicholson, allant faire une visite d'inspection sur le pont, aperçoit le dispositif de destruction du commando, le niveau de la rivière ayant baissé durant la nuit.
Perdant tout à fait de vue que la construction du pont sert l'ennemi, dans une guerre qui dépasse les enjeux locaux, le colonel Nicholson prévient Saïto et provoque la réaction du commando qui affronte alors les soldats japonais. Les hommes du commando trouvent tous la mort, à l'exception du major Warden qui, blessé au pied durant le voyage, couvre ses hommes en hauteur avec un mortier. Quand Shears traverse à la nage la rivière pour se rendre là où se trouve le boîtier de commande des explosifs, il est abattu par les Japonais. Reconnaissant Shears, Nicholson s'exclame alors : « Qu'est-ce que j'ai fait ? »
Mais, peu après, Nicholson est mortellement blessé par l'explosion d'un des obus de mortier tiré par Warden sur les soldats japonais. Dans ses derniers instants, Nicholson retrouve sa lucidité et, dans un dernier souffle déclenche de lui-même l'explosion du pont, son corps tombant sur le boîtier de commande des explosifs, au moment même où le train franchit le pont. Témoin du carnage, le médecin britannique Clipton, voyant la scène depuis le camp de prisonniers, secoue la tête en marmonnant, « La folie, la folie... ».

## Fiche technique
Sauf indication contraire ou complémentaire, les informations mentionnées dans cette section proviennent du générique de fin de l'œuvre audiovisuelle présentée ici.

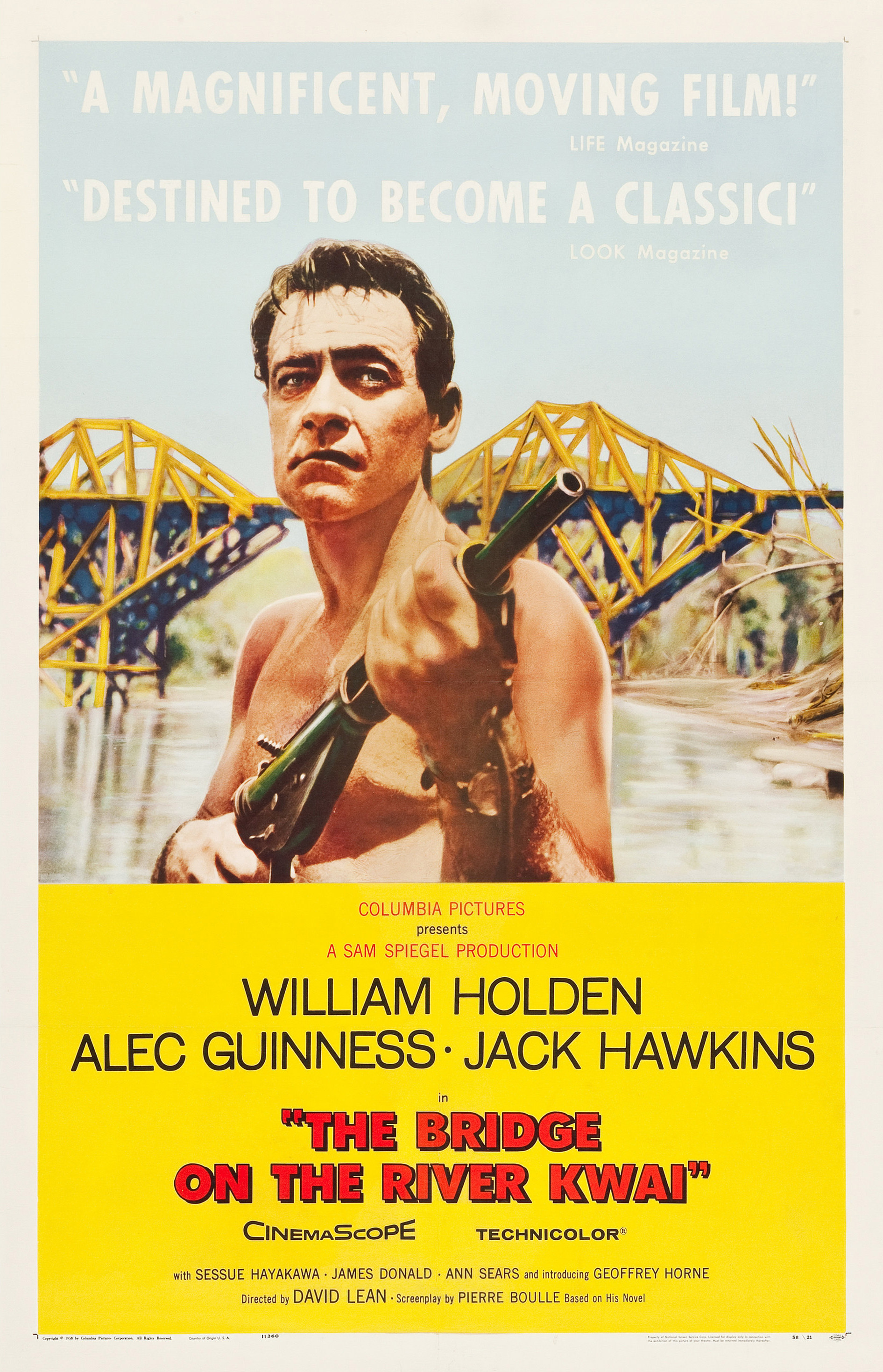
Une autre affiche américaine du film figurant William Holden.

- Titre original : The Bridge on the River Kwai
- Titre français : Le Pont de la rivière Kwaï
- Réalisation : David Lean
- Scénario : Carl Foreman et Michael Wilson (originellement non crédités), David Lean[1], Norman Spencer et Calder Willingham[2] (non crédités), d'après le roman du même nom de Pierre Boulle[3]
- Musique : Malcolm Arnold
- Direction artistique : Donald M. Ashton
- Costumes : John Wilson-Apperson
- Photographie : Jack Hildyard
- Montage : Peter Taylor
- Production : Sam Spiegel
- Sociétés de production : Horizon Pictures
- Société de distribution : Columbia Pictures
- Budget : 2,8 millions de dollars[4]
- Pays d'origine :  Royaume-Uni
- Format[5] : couleurs (Technicolor) - 2,55:1 (CinemaScope) - copies mono (RCA Sound Recording) et stéréo 4 pistes magnétiques - 35 mm
- Genre : guerre
- Durée : 161 minutes
- Dates de sortie[6] :
  - Royaume-Uni : 2 octobre 1957 (avant-première mondiale à Londres)
  - France : 18 décembre 1957 (avant-première à Paris) ; 25 décembre 1957 (sortie nationale)
  - États-Unis : 18 décembre 1957 (avant-première à New York) ; 19 décembre 1957 (avant-première à Los Angeles)
  - Belgique : 20 décembre 1957
- Affiches : Georges Kerfyser, Jean Mascii (France)

## Distribution

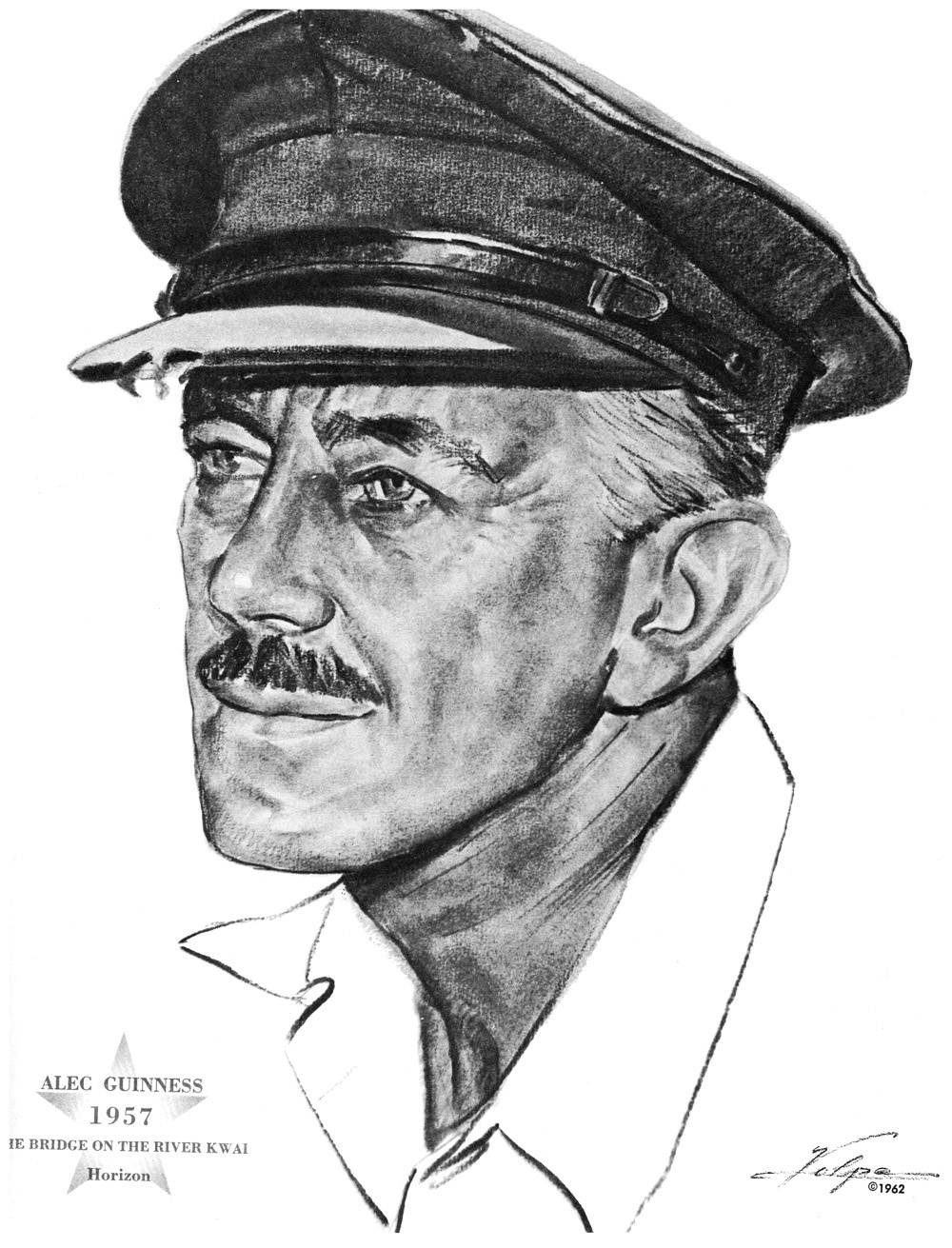
Dessin d'Alec Guinness réalisé à l'occasion de sa victoire à l'Oscar du meilleur acteur en 1958 pour ce film.

- William Holden (VF : Marc Cassot)  : le commandant (commander) Shears
- Alec Guinness (VF : Gérard Férat)  : le colonel Nicholson
- James Donald (VF : Jacques Beauchey)  : le commandant (major) Clipton, médecin britannique du camp
- Jack Hawkins (VF : Claude Péran)  : le commandant (major) Warden
- Geoffrey Horne : le lieutenant Joyce
- Sessue Hayakawa (VF : Serge Nadaud)  : le colonel Saïto
- André Morell (VF : Pierre Morin)  : le colonel Green
- Peter Williams (VF : Marc Valbel)  : le capitaine Reeves
- John Boxer : le commandant (major) Hughes
- Percy Herbert (VF : Jean Clarieux)  : le caporal Grogan
- Harold Goodwin : Baker
- Ann Sears (VF : Paule Emanuele)  : l'infirmière
- Henry Okawa : le capitaine Kanematsu
- Keiichiro Katsumoto : le lieutenant Miura
- M. R. B. Chakrabandhu : Yai

## Production
Sauf mention contraire ou complémentaire, cette section est issue du documentaire The Making of « The Bridge on the River Kwai ».

### Genèse

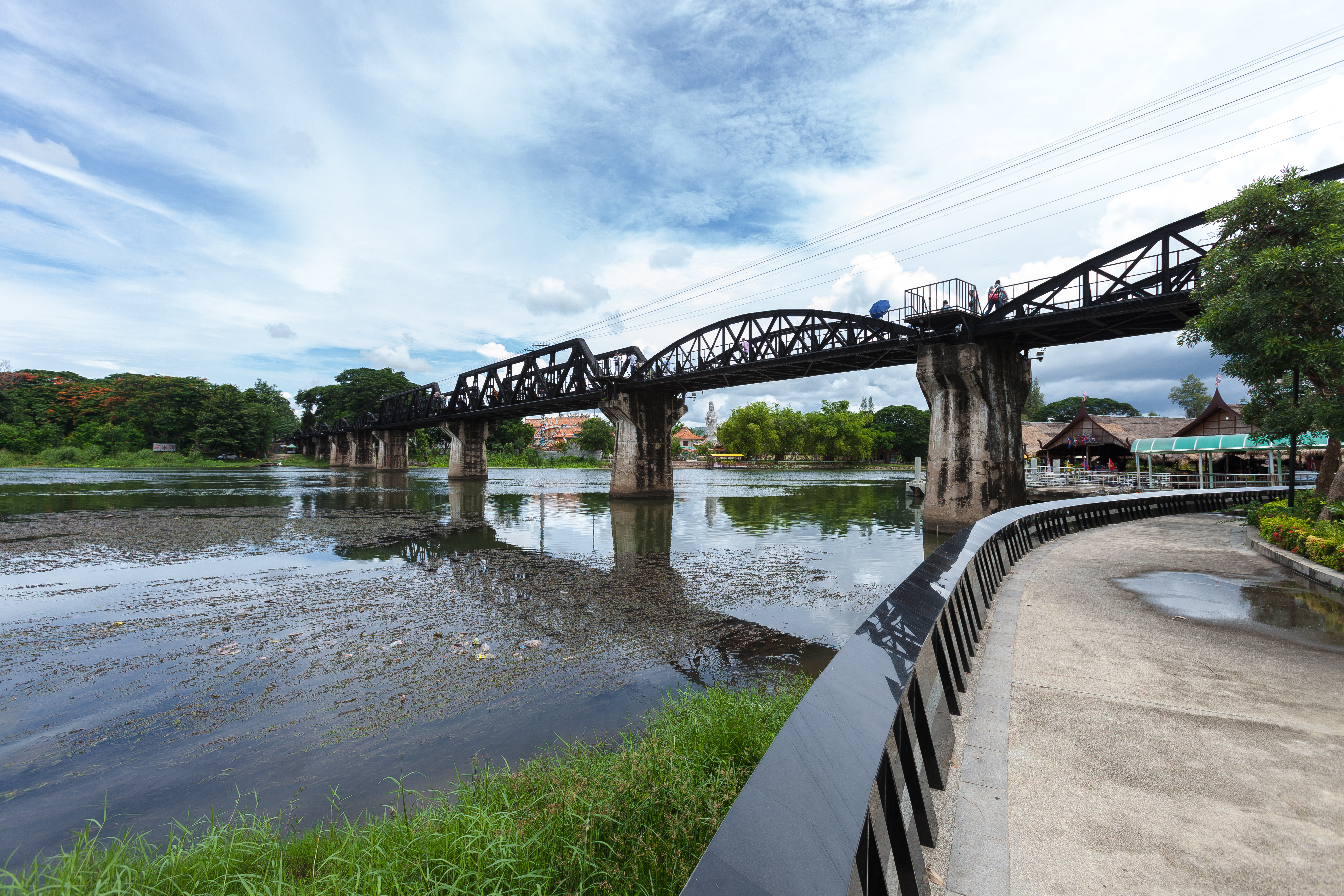
Pont sur la rivière Kwaï à Kanchanaburi, anciennement la « voie ferrée de la mort » qui a inspiré le roman de Pierre Boulle.

Carl Foreman, le scénariste du Train sifflera trois fois (High Noon) qui était accusé d'être communiste, Foreman quitte Hollywood pour l'Angleterre, découvre pour le compte d'Alexander Korda un livre sorti en 1952 appelé Le Pont de la rivière Kwaï,. Il y adapte en scénario ce livre écrit par le Français Pierre Boulle mais Korda n'est pas intéressé à cause de l'ambiguïté du personnage central, le colonel Nicholson, qui pousse ses hommes à aider malgré eux les Japonais à la mise en place de « la voie de la mort ».
Carl Foreman rencontre alors le producteur à succès Sam Spiegel qui est en pleine promotion de Sur les quais (On the Waterfront). Enthousiasmé par le scénario, le producteur décide de prendre en main le projet. Après avoir d'abord pensé à des réalisateurs comme Carol Reed ou Fred Zinnemann, Spiegel envoie le livre de Boulle à David Lean, alors sur le tournage de Vacances à Venise (Summertime) avec Katharine Hepburn, et part à Paris pour tenter d'obtenir les droits d'adaptation. L'auteur et son éditeur sont alors surpris de voir quelqu'un s'intéresser à ce livre.
David Lean, ayant besoin d'argent depuis qu'il s'est séparé de sa femme, accepte une rencontre avec Carl Foreman et Sam Spiegel à New York. À la suite de cet entretien, il impose à Spiegel de le laisser reprendre le scénario qu'il trouve épouvantable, s'il veut le voir réaliser le film. Le 4 février 1956, le producteur accepte et Lean signe alors un contrat avec la société de Spiegel, Horizon Pictures, qui est elle-même liée par contrat avec la Columbia Pictures qui doit distribuer et financer le film.

### Scénario
Peu satisfait par le scénario de Carl Foreman, David Lean reprend le travail avec Norman Spencer, son producteur associé sur ses trois derniers films. Cette association déplaît d'ailleurs à Sam Spiegel qui est peu enclin à partager la production du futur film avec une autre personne. Norman devient alors le « simple » assistant de David Lean. Des tensions apparaissent entre Lean et Foreman, les deux hommes ne s'entendant pas sur certains points du script original. Sam Spiegel dira plus tard que c'est à la suite de ces frictions que le scénario s'est le plus amélioré.
La Columbia, octroyant un budget de 2,8 millions de dollars pour faire le film, impose qu'une vedette américaine soit intégrée à la distribution. Cette condition est alors une contrainte importante, car le livre de Pierre Boulle ne parle que de l'histoire du colonel Nicholson et de ses hommes dans le camp de prisonniers. C'est ainsi que le scénario est retravaillé pour intégrer l'unité de commandos américains au lieu de Britanniques. Carl Foreman développe alors le personnage de Shears, un soldat qui a réussi à s'évader du camp et qui y est finalement renvoyé pour une mission.
Alors que David Lean part à Ceylan (l'actuel Sri Lanka) pour finir son adaptation du livre, Sam Spiegel engage de son côté un nouveau scénariste pour retravailler l'histoire, Calder Willingham. Willingham est alors le scénariste du film de guerre pacifiste de Stanley Kubrick, Les Sentiers de la gloire (Paths of Glory). Malheureusement pour ce dernier, David Lean le déteste aussitôt et il finit par quitter le projet au bout de deux semaines. Pour le remplacer, Sam Spiegel engage Michael Wilson, un autre scénariste présent sur la liste noire des sympathisants communistes de Hollywood. Wilson travaille alors sur le scénario final jusqu'à quelques jours du début du tournage.
À cause de leur présence sur cette liste noire, Carl Foreman et Michael Wilson n'apparaissent pas au générique du film et, paradoxalement, c'est Pierre Boulle qui est mentionné alors qu'il n'a pas du tout participé à l'écriture du scénario. Cette décision est prise par Sam Spiegel qui ne désire pas avoir de problèmes avec la Columbia qui refuse de travailler avec des personnes présentes sur la liste noire. Cette injustice est finalement réparée pour les copies suivantes où les deux scénaristes sont enfin crédités pour leur travail.

### Attribution des rôles

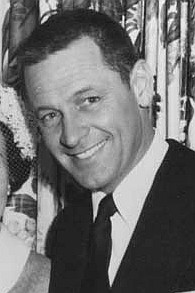
L'acteur William Holden interprète le rôle de Shears, un officier de marine américain qui a réussi à s'échapper du camp de prisonniers et qui reçoit pour mission d'y retourner, à la tête d'un commando, pour faire sauter le pont.

Le premier acteur envisagé par Sam Spiegel pour jouer le commandant Shears est Cary Grant mais le rôle ne semble pas lui convenir. C'est finalement William Holden, vu dans Boulevard du crépuscule (Sunset Blvd.) et lauréat de l'Oscar du meilleur acteur pour son rôle dans Stalag 17, qui est choisi avec un salaire d'un million de dollars à la clé (trois cent mille dollars selon une autre source), un record à l'époque, ainsi qu'un pourcentage sur les bénéfices.
Pour jouer le colonel Saïto, la production engage l'acteur japonais Sessue Hayakawa, une ancienne vedette du cinéma muet âgé de 68 ans. Ne parlant pas très bien l'anglais, Hayakawa ne garde que les pages du script où son personnage apparaît afin de synthétiser au mieux les répliques qu'il doit apprendre. De ce fait, il ne sait pas que son personnage meurt à la fin du film et en est surpris quand il l'apprend de la bouche de Lean. Pendant le tournage, David Lean et son équipe ne sont pas du tout satisfaits de la prestation du Japonais qui expose un mauvais anglais et un fort accent ainsi qu'une syntaxe défaillante. C'est finalement grâce à un montage de plusieurs prises différentes des répliques de Hayakawa et de séquences doublées que le résultat final est obtenu.
Pour interpréter le colonel Nicholson, Spiegel pense immédiatement à Noël Coward, un acteur-scénariste dont la pièce de théâtre Still Life a servi de scénario au film de David Lean Brève Rencontre (Brief Encounter) sorti en 1945. Ne convenant finalement pas au rôle, la production pense à plusieurs acteurs comme Charles Laughton ou Ralph Richardson. David Lean, quant à lui, a une préférence pour Ronald Colman mais l'acteur étant un peu trop âgé, la suggestion n'est pas retenue. C'est finalement l'un des derniers noms cités par la production qui est choisi : Alec Guinness. Ironiquement, l'acteur ne semble pas emballé par le rôle d'un personnage « rasoir » mais il est finalement convaincu par Spiegel. Durant le tournage, Guinness et Lean auront plusieurs disputes mais après avoir vu le film terminé, Guinness avouera que Lean a toujours eu raison sur ces choix et que lui-même avait eu tort. Le comédien britannique remportera d'ailleurs l'Oscar du meilleur acteur pour son interprétation.
La distribution des rôles principaux est complétée par Jack Hawkins dont le professionnalisme est en tout point remarquable. Pour les décideurs de la Columbia, l'histoire manque cruellement de présence féminine. Une scène à Ceylan est alors ajoutée avec Ann Sears dans le rôle d'une infirmière qui a un flirt avec le personnage joué par William Holden. Sears obtient ce petit rôle après que Teddy Darvas, l'un des monteurs assistants opérant sur le film, la suggère à Sam Spiegel. Le producteur l'engage mais lui fait teindre ses cheveux en blond, lui donnant ainsi l'apparence d'un clone de Marilyn Monroe. C'est également pour ce « manque de féminité » que l'accent est mis sur les jeunes femmes qui jouent les porteuses birmanes. Pour la figuration, la production engage entre autres des planteurs, hommes d'affaires ou bijoutiers pour jouer les soldats de Guinness dans le camp de prisonniers. Des marins ceylanais du port de Colombo rejoignent également la troupe et c'est, en tout, près de 37 nationalités qui sont représentées parmi les interprètes, certains de ces hommes ayant même servi en Chine, en Birmanie ou en Inde lors de la Seconde Guerre mondiale.

#### La direction d'acteur de David Lean
David Lean a la réputation d'être très dur avec ses acteurs quand il les dirige. Sessue Hayakawa en fait les frais au moment de tourner la scène où il doit pleurer sur son lit après un entretien avec le personnage interprété par Alec Guinness. Lean, dépité de ne pas voir l'acteur japonais réussir une scène correcte, l'accuse violemment d'engendrer des coûts de production et du temps de travail supplémentaire à l'équipe car il n'est pas capable de jouer cette scène convenablement. Après ces mots durs qui le touchent, Hayakawa rejoue la scène et se met à sangloter réellement sur le lit. C'est cette prise que l'on voit dans le film. C'est la façon de faire de David Lean : pousser les comédiens dans leurs derniers retranchements afin d'obtenir qu'ils donnent le meilleur d'eux-mêmes. Le réalisateur est de ceux qui exigent que le jeu de leurs acteurs soit parfait.

### Tournage

#### Lieux de tournage
Le film a été tourné à Ceylan (qui est maintenant le Sri Lanka). Le pont - visible dans le film ainsi que sur l'affiche originale - se situe près de Kitulgala.

#### Construction du pont

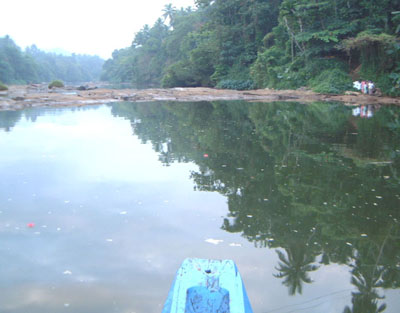
Kitulgala, au Sri Lanka, où le pont fut construit.

Dès 1955, Sam Spiegel envoie Donald M. Ashton, le directeur artistique du film, en Yougoslavie afin qu'il puisse faire des repérages. À ce moment-là, Spiegel imagine faire le film ailleurs qu'en Extrême-Orient mais les essais effectués en Yougoslavie ne sont pas concluants. Spiegel sait malgré tout que « l'authenticité est nécessaire pour véhiculer l'expérience émotionnelle d'une histoire. Il est possible de simuler cette expérience dans un studio hollywoodien mais cela ne susciterait pas la même émotion auprès du public ». Ashton part alors faire d'autres repérages à Ceylan, le Sri Lanka actuel, pays qu'il connait bien pour s'y être marié et où la famille de sa femme possède une plantation de thé. À cent kilomètres de Colombo, capitale économique du pays, aux environs de la localité de Kitulgala, il y retrouve la vision de ses souvenirs : une longue rivière, la Kelani, bordée par la jungle et un lac parfait pour implanter le pont.
Le pont, qui ne doit servir que de décor, est alors conçu sans pratiquement aucune étude en vigueur pour la construction d'un pont « normal » et permanent mais porte malgré tout le sceau de l'authenticité. Lors des deux années de recherche que l'équipe a consacrées au film, un homme est venu les voir avec un morceau de papier de riz décoloré qui a été sorti en fraude de Birmanie lors de la guerre. Sur le papier étaient notés les détails et un croquis d'un pont de « la voie de la mort », qu'un commando aurait dû récupérer afin de trouver ledit pont et le faire sauter. C'est ce croquis qui sert de modèle au pont construit sous la direction de Keith Best, jeune ingénieur des travaux publics déniché à Ceylan par Ashton. Le pont grandeur nature est dressé avec 1 500 arbres poussant sur les rives alentour et transportés grâce à quarante-cinq éléphants. En plus de cet édifice, des barrages sont également construits en amont afin de contrôler le niveau de l'eau et ainsi permettre la réalisation de certaines scènes, comme celle où le personnage d'Alec Guinness découvre sous le sable mouillé le câble du détonateur.
Initialement prévu avec une faible structure, le pont doit finalement être renforcé après que la compagnie de chemin de fer de Ceylan a offert à la production un train avec une locomotive à vapeur pesant près de trente tonnes. L'édifice, qui atteint finalement 130 mètres de long et 28 mètres de haut et dont le coût total est estimé à 500 000 $ (Spiegel annoncera à la sortie du film que le pont a coûté 250 000 $, chiffre démenti par Donald Ashton qui annonce un coût réel de 52 085 $), est l'un des plus imposants décors jamais réalisés pour un film.
Il possède une certaine ressemblance avec le pont du Forth qui sert aussi au passage d'une voie ferrée.

#### Mettre le camp de prisonniers sur écran large
Le climat torride de la région est difficilement supportable et l'est encore moins avec la saison des pluies. Face à la forte humidité et aux aléas d'un tournage en pleine jungle, la production du film dure près d'une année. Si, dans le film, le camp de prisonniers prend place à quelques mètres du pont, il est en réalité situé à plusieurs kilomètres. David Lean et Sam Spiegel ont trouvé une carrière abandonnée près du village de Mahara qui possède l'aspect lugubre, sec et brûlé recherché et c'est là qu'ils décident de tourner les scènes du camp de prisonniers.
Quand un film est réalisé sur l'armée britannique, le ministère de la Défense britannique apporte généralement son soutien aux productions. Mais pour Le Pont de la rivière Kwaï, il refuse de coopérer car le général Arthur Ernest Percival, commandant de l'armée britannique et de l'armée du Commonwealth lors des batailles de Malaisie et de Singapour puis fondateur de l'association pour le retour des prisonniers de guerre au Japon, trouve épouvantable qu'un film profite de l'éprouvante histoire des prisonniers britanniques qui ont été torturés et assassinés par les Japonais. La production met alors une annonce dans un club d'officiers de Londres afin de trouver une personne qualifiée qui pourrait les aider dans la reconstitution du camp de prisonniers. C'est le général L.E.M. Perowne, qui a combattu en Birmanie pendant la guerre, qui répond à l'annonce. Connaissant bien la région et n'étant pas étranger au sujet du film, il est engagé comme conseiller militaire afin de superviser la reconstitution.
Le gouvernement japonais participe également au film, en apportant une aide technique pour les scènes dans le camp de guerre. Sam Spiegel obtient cette collaboration après lui avoir soumis le script et l'avoir convaincu que le long-métrage ne se veut pas un document cinglant et vindicatif contre les Japonais mais une réflexion sur la folie générale et l'inutilité de la guerre.
Jack Hildyard, le chef opérateur attitré de David Lean, assure la photographie du film qui est mise en avant grâce au CinemaScope et au Technicolor. Pour ce faire, une caméra insonorisée est fabriquée aux studios de Shepperton en Angleterre. Le fait de tourner un film pour écran large complique la tâche déjà difficile car il n'existe pas, à l'époque du moins, de matériel léger. C'est ainsi que, tout au long du tournage, un groupe électrogène complet est transporté d'une rive à l'autre de la rivière au gré des plans qui doivent être filmés.

#### Scène où Shears est sur la plage
Cette scène a été tournée à Mount Lavinia à Ceylan ; l'hôtel éponyme est très reconnaissable.

#### Faire exploser le pont
L'explosion du pont, le point culminant du film, est absente du livre de Pierre Boulle. Quand l'écrivain prend connaissance de l'ajout fait par David Lean, il avoue qu'il aurait bien aimé avoir eu cette idée lui-même. David Lean et Alec Guinness ont de longues discussions à propos des motivations du colonel Nicholson vis-à-vis du dynamitage du pont. Les deux hommes n'arrivent pas à décider si le personnage actionne le détonateur consciemment ou en étant réellement sonné par l'explosion de l'obus qu'il vient de subir. Juste avant de tourner la scène, ils en discutent encore de longues minutes et David Lean suggère que cette motivation reste une énigme. Lean : « Contente-toi d'être sonné par l'explosion de l'obus. Regarde le ciel et tombe sur le détonateur. Comme ça, sa motivation peut rester une énigme ». Nicholson se repent-il ou est-ce le hasard qui lui fait actionner le détonateur ? Au public de se faire sa propre opinion.
La destruction du pont est réalisée à la fin du tournage, le 10 mars 1957 car une seule prise est possible. Au fil de la production, cette scène devient la plus attendue par les gens travaillant sur le tournage. David Lean décide de filmer l'explosion de l'édifice avec cinq caméras, placées à des endroits stratégiques (dont une filmant le pont dans son entier), et légèrement en accéléré. L'idée de mettre une caméra sur le train qui va droit sur le pont au moment de l'explosion est également émise mais elle est finalement rejetée pour privilégier le point de vue des protagonistes.
C'est la société britannique Imperial Chemical Industries qui est chargée de faire sauter le pont selon les désirs de la production. David Lean souhaite une seule explosion mais Sam Spiegel insiste pour qu'il y ait au moins deux ou trois détonations. Le producteur a le dernier mot. Pour assurer la sécurité des cadreurs et du conducteur de train, un système de voyants est mis en place par Donald M. Ashton. Au moment où les cadreurs mettent leur caméra en marche, ils enclenchent chacun un voyant, qui se trouve sur un tableau en lieu sûr, juste avant de partir se mettre à l'abri de l'explosion. Le conducteur fait de même juste avant de sauter du train en marche. Les six voyants allumés constituent le signal annonçant que plus personne ne se trouve à proximité du pont et que l'explosion peut avoir lieu sans danger. Seulement, lors du premier essai, un cadreur oublie dans la précipitation d'allumer son voyant, annulant ainsi l'explosion. Cependant le conducteur du train a déjà sauté, laissant l'engin se diriger sur le pont qui ne mène nulle part. Il ne tombe finalement pas dans le vide mais percute le générateur électrique placé au bout des trois kilomètres de voie ferrée. Ashton demande alors au ministre de l'Équipement de Ceylan de lui fournir une grue afin de remettre le train sur les rails mais celui-ci refuse sous prétexte qu'il n'a pas été invité pour assister à la destruction du train. L'engin est finalement remis sur la voie au bout de plusieurs heures à l'aide de crics et d'éléphants et la scène peut être tournée le 11 mars.
Après la destruction du pont, les chasseurs de souvenirs envahissent les décombres. Certains prennent du bois d'œuvre et s'en servent pour construire des clôtures et des hangars. Les ferrailleurs s'intéressent à ce qu'il reste du train et le courant de la rivière se charge du reste. Quant aux villageois, on dit qu'ils sont encore nombreux à se rendre sur le site pour le contempler[réf. nécessaire]. Ils regardent le décor et ne comprennent toujours pas pourquoi après avoir fait construire un pont on veut le détruire, ni pourquoi après avoir tracé une route sur une colline, on l'abandonne.
Sam Spiegel obtient une escorte policière pour transporter à l'aéroport de Colombo la pellicule de l'explosion. La séquence est livrée à Londres dans trois avions différents afin d'être sûr qu'au moins une partie arrive sans problème. Au moment du montage, l'équipe se rend compte qu'il n'y a pas le son de l'explosion. Il s'avère que le preneur de son, John W. Mitchell, n'a enregistré que la tentative manquée. C'est finalement avec plusieurs bandes sonores, et notamment celle d'un déraillement de train, trouvées aux archives du cinéma qu'un montage cohérent et réussi est réalisé.

#### Une production jonchée d'embûches
Ce n'est finalement pas sans mal que le tournage se termine. En effet plusieurs incidents et pertes sont à déplorer tout au long de la production. L'assistant réalisateur, John Kerrison, est tué dans un accident sur l'une des routes peu praticables de Ceylan. Un maquilleur est sérieusement blessé dans ce même accident. L'état des routes est également à l'origine de l'accident de moto dont est victime un cadreur. De nombreux figurants, au garde-à-vous dans le camp de prisonniers, sont assommés par la chaleur et souffrent même d'insolation. Un cascadeur, nageant dans les rapides de la rivière, échappe de peu à la noyade dans les courants traîtres. Deux hommes qui essayent de le récupérer doivent également être sauvés. Insistant pour nager dans ces mêmes rapides au lieu de laisser faire les cascadeurs, William Holden et Geoffrey Horne effectuent une scène dangereuse qui se déroule sans encombre mais dont Horne ressort avec de profondes coupures sur les jambes.
Une nuit, un camion transportant de l'essence prend mystérieusement feu à quelques mètres du pont qui est lui-même truffé de dynamite pour la scène capitale. Le chauffeur saute du véhicule en flammes qui poursuit sa course en direction du pont. S'il avait explosé sur le pont, les mois de travail passés à le construire seraient partis littéralement en fumée. Ce sont finalement les hommes de l'armée sri-lankaise stationnée sur place pour protéger le pont contre tout sabotage qui risquent leur vie pour détourner le véhicule et le diriger vers un ravin. Il atterrit dans la rivière où il explose suffisamment loin du pont.
D'autres problèmes, moins effrayants mais qui ralentissent néanmoins l'efficacité de l'équipe du film, ont lieu lors du tournage. Un événement aussi distant que la nationalisation du canal de Suez par le président égyptien Nasser durant l'été 1956 a des répercussions directes sur le film. Le matériel qui doit parvenir à Ceylan par bateau via le canal doit être envoyé par avions spécialement affrétés.
Tous ces faits agrémentent un peu plus la légende de ce film.

#### Fin de production
À la fin du tournage, David Lean insiste auprès de Sam Spiegel pour filmer des plans supplémentaires de la jungle et de ses animaux. Le producteur accepte à contrecœur après que le réalisateur lui assure que ce sont des plans primordiaux. C'est en fait le perfectionnisme de Lean qui parle, car il a toujours des idées de plans qu'il pourrait insérer dans le film. Le réalisateur parcourt l'île à la recherche de nouvelles images et fait notamment 250 kilomètres pour filmer un coucher de soleil. Il aura finalement fallu 251 jours de tournage dans la jungle pour mettre en boîte ce film ambitieux,. Un tournage que William Holden décrit en quelques mots : « le plus éreintant de tous ».
Pour des raisons obscures qui empêchent David Lean de rentrer en Angleterre et conformément à la volonté de Sam Spiegel de voir le réalisateur dans cette étape importante, le montage du film est fait à Paris. Pour des raisons de marketing (les exploitants de salles se plaignent des films trop longs qui ne peuvent être projetés que deux fois par jour, ce qui engendre moins de bénéfices), le film est monté de sorte que la durée ne soit pas excessive. Cependant le côté épique de cette production, qui a finalement coûté trois millions de dollars, justifie la durée de son montage final.

### Musique
Pour l'entrée des prisonniers dans le camp, Carl Foreman et Sam Spiegel réfléchissent à la manière dont ceux-ci pourront faire la nique aux Japonais et de façon subtile. C'est finalement David Lean qui propose La Marche du colonel Bogey (dont l'adaptation française est Hello le soleil brille), une chanson anglaise peu connue hors du Royaume-Uni avec des paroles vulgaires et qui a été composée en 1914 par Kenneth Alford. Conscient de ne pas pouvoir l'utiliser à cause de la censure, Lean propose que les soldats la sifflent. Cependant Foreman et Spiegel sont plus que réticents car ils considèrent que cette mélodie n'aura aucun impact auprès des Américains ainsi que sur l'ensemble du marché international. Ils proposent de la remplacer par la chanson Bless Them All mais David Lean refuse catégoriquement car cette chanson n'a pas la même implication que La Marche du colonel Bogey. Il ajoute : « Laissez-moi faire. Ça marchera si c'est bien fait ».
Après avoir entendu la Marche, Malcolm Arnold décide de composer une « contre-marche » qui s'accordera avec les sifflements. Cette composition en harmonie avec les sifflements deviendra La Marche de la rivière Kwaï. Ce thème de « contre-marche » devient le leitmotiv de la bande originale du film avec un arrangement de type fanfare de cirque (avec introduction et crescendo en fanfare). Seule exception : la danse dans le camp, où les prisonniers donnent un spectacle de travestis, sur une mélodie de type Swing Dixieland.
Le succès du film et de la chanson permet, pendant plusieurs années, à la veuve du colonel Alford de toucher d'énormes royalties grâce aux droits d'auteur pour La Marche du colonel Bogey.

## Sortie et accueil

### Sortie
Lors de la séance du Pont de la rivière Kwaï réservée à la presse écrite, le réalisateur David Lean, pour ne pas avoir à subir les critiques erronées des journalistes qui seraient arrivés en retard, décide de fermer les portes de la salle de cinéma à l'heure pile où le film commence. Il estime en effet que lui et son équipe ont travaillé assez dur pour que le film ne fasse pas l'objet de mauvaises critiques, données par des gens qui n'auraient pas vu la scène d'ouverture et la mise en place de tous les personnages[réf. nécessaire].

### Critique
Le Pont de la rivière Kwaï a reçu un accueil critique global enthousiaste de la part de la presse internationale.[réf. souhaitée]
Parmi les avis négatifs, l'historien américain Gavan Daws (en) a affirmé que le film possède « très peu de points communs avec le roman et encore moins avec la réalité ». Selon lui, le film présente une version édulcorée et naïve des conditions atroces de détention des prisonniers de guerre dans les camps de travail japonais. Ainsi, à titre d'exemple, le colonel Saïto tolère que les officiers britanniques qui sont en sa présence ne s'inclinent pas pour le saluer ; il s'« abaisse » à s'adresser aux prisonniers dans leur langue sans le biais d'un interprète ; il vilipende en anglais un de ses officiers en déplorant son inefficacité devant les prisonniers ; enfin, il permet que le colonel Nicholson soit nourri alors qu'il est soi-disant enfermé pour mesures disciplinaires. De même, les soldats nippons s'adressent aux Anglo-Saxons dans leur langue et acceptent que ces derniers ne s'inclinent pas en leur présence sans les frapper.
Le Pont de la rivière Kwaï a aussi suscité des critiques contemporaines : sur le site agrégateur de critiques Rotten Tomatoes, le film est crédité d'un score de 96 % d'avis favorables, sur la base de 94 critiques collectées et une note moyenne de 9,40/10 ; le consensus du site indique : « Cette épopée de guerre complexe pose des questions difficiles, résiste aux réponses faciles et propose un travail déterminant pour la carrière de la star Alec Guinness et du réalisateur David Lean ». Sur Metacritic, le film obtient une note moyenne pondérée de 87 sur 100, sur la base de 15 critiques collectées ; le consensus du site indique : « Acclamation générale » (Universal acclaim).
En France, le film obtient une note moyenne de 3,8 sur 5 sur le site Allociné, sur la base des critiques de 4 titres de presse.
Dans les Cahiers du Cinéma de février 1958, André Bazin écrit notamment : « Certes, la longueur n'est pas a priori synonyme de qualité et le résultat pourrait être mauvais. (…) Je ne trouve pas qu'il le soit, parce que ce gonflement, ce nourrissement du scénario initial s'est fait pour une fois, non selon les normes conventionnelles du spectacle cinématographique commercial mais dans le respect de la logique de l'histoire ». Dans Le Monde, Jean de Baroncelli écrit que c'est un « beau film qu'il faut voir vu ». Dans la revue Positif, on peut lire une légère réserve : « Mais pour faire un grand film, il a manqué aux auteurs un tout petit quelque chose, une prise de position morale ».

### Box-office
Le film est un immense succès commercial. Produit pour un budget d'environ 3 millions de dollars, le film récolte entre 30 et 33 millions de dollars au box-office mondial (selon les sources),. Il aurait récolté 27 millions de dollars, rien qu'aux États-Unis.
En France, il attire 13 481 750 spectateurs en salles. Meilleur film au box-office annuel français de 1957, il est aussi le 16e plus gros succès de tous les temps du box-office en France.

## Distinctions
Peu de temps après sa sortie au cinéma, Le Pont de la rivière Kwaï est désigné meilleur film de 1957 par le National Board of Review. Cet organisme consacre également Alec Guinness et Sessue Hayakawa (respectivement en tant que meilleur acteur et meilleur acteur dans un second rôle), ainsi que David Lean (meilleur réalisateur).
Lors de cette même période, le New York Film Critics Circle, une association de critiques américains, élit le film comme le meilleur de l'année 1957. Alec Guinness est de nouveau désigné comme le meilleur acteur et David Lean en tant que meilleur réalisateur.
Le Pont de la rivière Kwaï s'est distingué lors de la 30e cérémonie des Oscars, qui s'est déroulée le 26 mars 1958, en remportant sept récompenses : l'Oscar du meilleur film décerné à Sam Spiegel, celui du meilleur réalisateur à David Lean, l'Oscar du meilleur acteur pour Alec Guinness, la meilleure photographie pour Jack Hildyard, l'Oscar de la meilleure musique de film pour Malcolm Arnold, l'Oscar du meilleur montage pour Peter Taylor et enfin l'Oscar du meilleur scénario adapté décerné à Pierre Boulle. Pour cette dernière récompense, du fait de leur présence sur la liste noire de Hollywood, Carl Foreman et Michael Wilson sont totalement ignorés par l'Academy of Motion Picture Arts and Sciences. Leur mérite est finalement reconnu par l'académie en 1984 qui leur décerne une statuette à titre posthume. En plus de ces récompenses, il faut ajouter la nomination de Sessue Hayakawa à l'Oscar du meilleur acteur dans un second rôle.
Lors de la cérémonie des Golden Globes organisée le 22 février 1958 et récompensant les films sortis en 1957, Le Pont de la rivière Kwaï est désigné meilleur film dramatique. Alec Guinness remporte le prix du meilleur acteur dans un film dramatique et David Lean celui du meilleur réalisateur. Sessue Hayakawa est, quant à lui, nommé au Golden Globe du meilleur acteur dans un second rôle.
La même année, lors de la cérémonie organisée par la British Academy of Film and Television Arts récompensant les films sortis en 1957, Le Pont de la rivière Kwaï remporte quatre BAFTA Awards. La production de Sam Spiegel est désignée meilleur film et meilleur film britannique, Alec Guinness est élu meilleur acteur et Pierre Boulle obtient le BAFTA du meilleur scénario.
Le travail de Jack Hildyard est reconnu par la British Society of Cinematographers qui le récompense du prix de la meilleure photographie. David Lean et ses assistants réalisateurs, Gus Agosti et Ted Sturgis, sont récompensés pour leur qualité de réalisation par la Directors Guild of America. Lors de la publication des Laurel Awards de 1958, Le Pont de la rivière Kwaï est classé troisième dans le classement des meilleurs films dramatiques derrière Les Plaisirs de l'enfer et Sayonara. Quant à Alec Guinness, il obtient la seconde place au classement des meilleurs acteurs dramatiques, derrière Marlon Brando pour sa performance dans Le Bal des maudits. Durant les Grammy Awards de 1959, Malcolm Arnold est nommé dans la catégorie du meilleur album de musique de film.
Le film est également récompensé dans des festivals étrangers. Sam Spiegel reçoit la distinction du meilleur film étranger à la remise des prix David di Donatello de 1958 et Alec Guinness est désigné meilleur acteur étranger lors de la remise des prix Sant Jordi de 1959.
En 1984, le film est couronné d'un Goldene Leinwand, symbolisant ses résultats au box-office allemand.
En 1997, Le Pont de la rivière Kwaï a été désigné « culturellement significatif » par la Bibliothèque du Congrès et sélectionné pour préservation au National Film Registry.
En 1998, l'American Film Institute établit le classement des cent meilleurs films américains de l'histoire et Le Pont de la rivière Kwaï y figure en treizième position. Mais lors de la révision de ce classement en 2007, il perd 23 places et devient 36e. Le Pont de la rivière Kwaï est classé à la 58e place du classement des films donnant le plus de « sueurs froides » en 2001 et à la 14e place du classement des films les plus enthousiasmants en 2006.

## Analyse

### Le film confronté à l'histoire
Si le film est bien une fiction, il repose sur des faits historiques clairement établis.
L'officier britannique qui inspira le personnage du colonel Nicholson, le colonel Philip Toosey, ne collabora jamais avec les Japonais, mais il se refusa toujours à intenter un procès au réalisateur du film pour rétablir la vérité. Il convient de noter qu'il fut d'ailleurs promu officier de l'ordre de l'Empire britannique (OBE) le 12 septembre 1946 pour services distingués et valeureux comme prisonnier de guerre.
Le personnage du commandant Shears est un officier du croiseur USS Houston (CA-30). Ce bâtiment, qui exista réellement, fut coulé dans la nuit du 28 février au 1er mars 1942 dans le détroit de la Sonde, entre les îles de Sumatra et de Java. Il n’y eut que 368 survivants — sur 1 008 hommes d’équipage — qui furent internés dans les camps japonais, comme dans le film.
Dans le film, le sabotage du pont est effectué par un commando mené par Shears. En fait, il s’agit de la Force 136, les acteurs arborant d’ailleurs sur la manche de leur uniforme l'écusson de cette unité du SOE en Asie du Sud-Est. Pierre Boulle est lui-même un ancien soldat de cette Force 136 sous commandement britannique.
Pour une vision plus proche de la réalité historique, la référence cinématographique est le film de David L. Cunningham, Chungkai, le camp des survivants (2001), tiré des mémoires du capitaine Ernest Gordon (en) (1916-2002).
Ce dernier a rapporté les campagnes de son régiment d'infanterie écossaise, les Argyll and Sutherland Highlanders (Princess Louise’s) (ou Highlanders d'Argyll et de Sutherland), engagé en Asie. Les hommes capturés à la chute de Singapour, le 15 février 1942, sont internés dans la prison de Changi, en Malaisie, qui accueille 50 000 Britanniques, Australiens et Hollandais. En juin 1942, ils sont transférés au camp de Chungkai, à l’ouest de Bangkok, en Thaïlande, pour participer à la construction de la « voie ferrée de la mort » (415 kilomètres à travers les jungles thaïlandaise et birmane) qui coûtera la vie à 13 000 soldats alliés. Le titre original des mémoires du capitaine Ernest Gordon est d'ailleurs Through the Valley of the Kwai.

## Dans la culture populaire
- Une scène du film Le Kid en kimono (The Geisha Boy, 1958) de Frank Tashlin, avec Jerry Lewis, fait clairement référence au pont de la rivière Kwai : dans son jardin, en 1958, un ancien officier japonais en uniforme fait construire un pont miniature (mais ressemblant) par des Occidentaux en leur criant des ordres. Jerry Lewis lui dit qu'il ressemble à cet « acteur » (pensant au colonel Saïto), et le Japonais lui répond « on me le dit souvent », se touchant la moustache. Cette scène est suivie d'images d'Alec Guinness dans le Pont de la rivière Kwai. La scène se déroule sur le fond musical de la Marche de la rivière Kwai.
- Dans le jeu vidéo Metal Gear Solid 3: Snake Eater, la médecin cinéphile Para-Medic raconte l'intrigue du film au personnage principal Snake.
- Dans un épisode de la série télévisée Magnum où Higgins est pris en otage dans son bureau, un des méchants s'empare de la maquette du pont de la rivière Kwaï sur le bureau d'Higgins et fait référence au film en sifflotant le fameux thème. Il demande ensuite à Higgins ce qu'il pense du film et celui-ci lui répond « Moi, j'y étais ! » juste avant que le méchant ne fasse délibérément tomber la maquette au sol.
- Dans l'émission Top Gear de la BBC, le « Burma Special » est un épisode spécial en deux parties. Les trois présentateurs du programme voyagent de Birmanie, plus communément appelé par son nom moderne du Myanmar, en Thaïlande pour construire un pont au-dessus de la rivière Kwai. Le spécial a été diffusé comme l'avant-dernier et dernier épisode de la première série de Top Gear, le 9 mars 2014 et le 16 mars 2014 respectivement.
- Dans le film Les Portes de la gloire (2001), le commercial Régis Demanet, joué par Benoît Poelvoorde, est guidé par sa quête de pouvoir par l'image du colonel Nicholson. Il y est souvent fait référence au film.
- Dans un épisode de la série Park & recreation (saison 3 épisode 12), le personnage de Ron Swanson célèbre son anniversaire en regardant le film. On y reconnaît plus précisément la scène de l'effondrement du pont.
- La deuxième piste du EP New Phone du rappeur québécois Loud est la pièce « Le pont de la rivière Kwaï » en référence au film éponyme.